# Partei für Verjüngungsforschung
Die Partei für Verjüngungsforschung (ehemals Partei für schulmedizinische Verjüngungsforschung, davor Partei für Gesundheitsforschung) ist eine 2015 gegründete deutsche Kleinpartei.

## Ausrichtung
Die Kleinstpartei widmet sich ausschließlich dem Einsatz für eine schnellere Entwicklung von Verjüngungsmedizin, die es Menschen ermöglichen soll, unbegrenzt lange gesund zu leben. Ziel sei es, das durch altersbedingte Krankheiten und den altersbedingten Tod verursachte Leid zu verhindern. Forschungsmittel in anderen medizinischen Bereichen sollen nicht gekürzt werden und indirekt durch die Nutzung neuer wissenschaftlicher Erkenntnisse profitieren. Abgesehen von dem humanitären Aspekt wird auch ein hoher wirtschaftlicher Gewinn erwartet, weil viele Krankheits- und Pflegekosten wegfallen würden. Die Partei sieht Verjüngungstherapien als Lösung für Probleme wie den demografischen Wandel, die Pflegekrise oder soziale Ungerechtigkeit.
Zur Erreichung dieses Ziels setzt die Partei auf die Errichtung zusätzlicher staatlicher Forschungs- und Studieneinrichtungen sowie neue biomedizinische Ansätze, insbesondere den SENS-Reparaturansatz. Sie spricht sich zudem für modernere Regulierungen von Gesundheitsdaten aus. Durch wiederkehrende Verbesserungen der Therapien soll Longevity escape velocity (Langlebigkeits-Fluchtgeschwindigkeit) erreicht werden. Außerdem soll das öffentliche Interesse an der Verjüngungsforschung gesteigert werden, damit größere Parteien das Thema selbst verstärkt in den Fokus nehmen.
In andere politische Themen will sich die Partei nicht einmischen. Diese sollen bei einer Regierungsbeteiligung den Koalitionspartnern überlassen werden. Die Partei strebt Koalitionen mit allen großen Parteien außer der AfD an.

## Organisation
Initiator und Bundesvorsitzender ist der Berliner Biochemiker Felix Werth.
Die Partei verfügt über Landesverbände in zehn Bundesländern.

## Umbenennung
Die Partei trug seit ihrer Gründung im Jahr 2015 den Namen Partei für Gesundheitsforschung, hat sich aber am 27. November 2022 in Partei für schulmedizinische Verjüngungsforschung umbenannt.
Am 11. Oktober 2024 folgte die erneute Umbenennung der Partei in Partei für Verjüngungsforschung.

## Wahlen

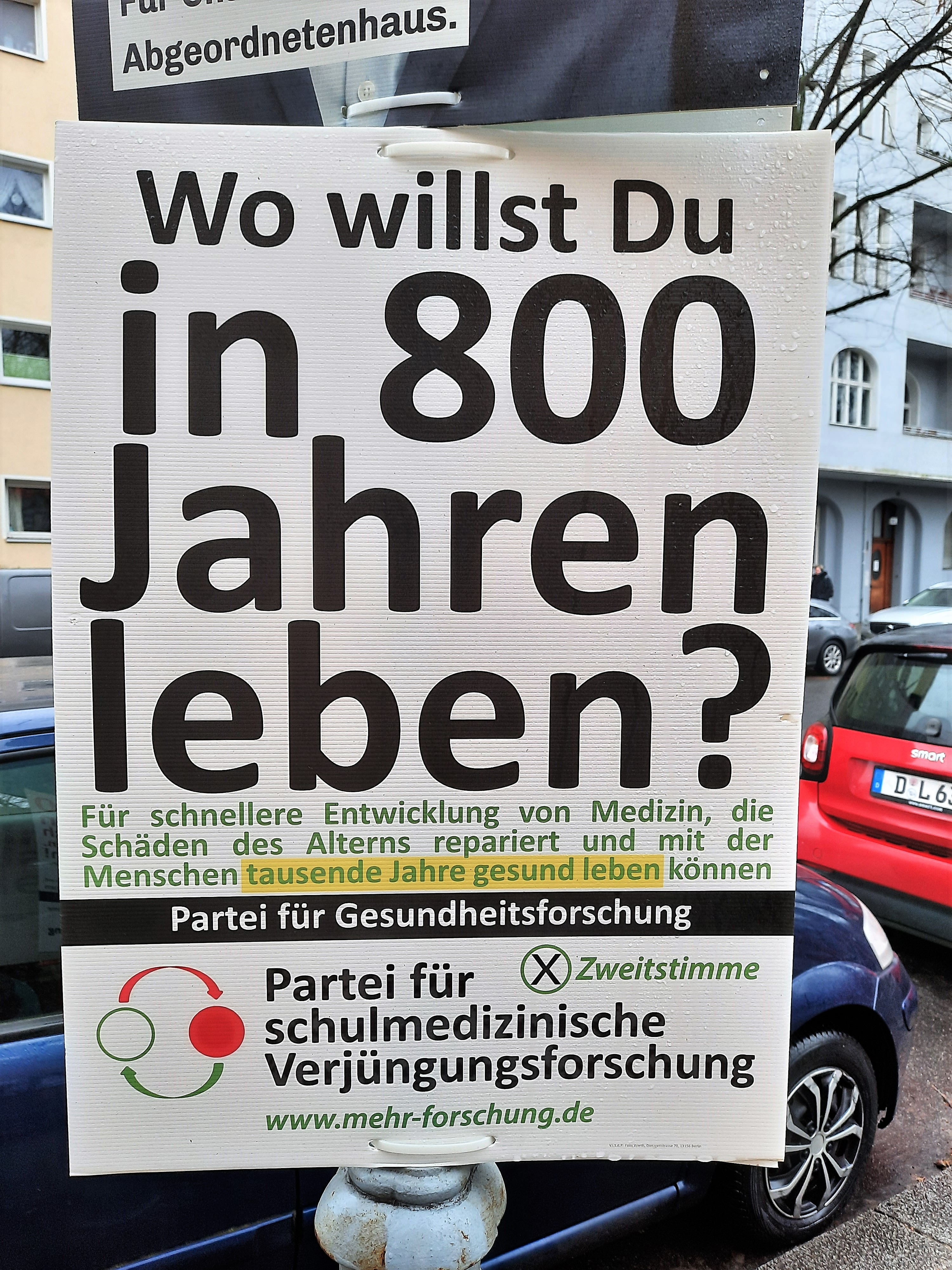
Wahlplakat zur Wahl zum Abgeordnetenhaus von Berlin 2023

Die Partei trat erstmals bei der Wahl zum Abgeordnetenhaus von Berlin 2016 an. Dort erhielt sie 7854 Zweitstimmen, was einem Zweitstimmenanteil von 0,5 % entspricht. Die Ergebnisse in den zwölf Bezirken lagen zwischen 0,3 % und 0,9 %.
Die Partei nahm bis 2025 an Landtagswahlen in 14 Bundesländern teil, an den Bundestagswahlen 2017, 2021 und 2025 sowie den Europawahlen 2019 und 2024 und erzielte folgende Ergebnisse:
|      | Europa | Bund  | NW    | BY    | BW    | NI    | HE    | RP    | SN    | BE    | SH    | BB    | ST    | TH    | HH    | MV    | SL    | HB    |
| ---- | ------ | ----- | ----- | ----- | ----- | ----- | ----- | ----- | ----- | ----- | ----- | ----- | ----- | ----- | ----- | ----- | ----- | ----- |
| 2016 |        |       |       |       | n. a. |       |       | n. a. |       | 0,5 % |       |       | n. a. |       |       | n. a. |       |       |
| 2017 |        | 0,1 % | 0,1 % |       |       | n. a. |       |       |       |       | n. a. |       |       |       |       |       | n. a. |       |
| 2018 |        |       |       | 0,1 % |       |       | 0,1 % |       |       |       |       |       |       |       |       |       |       |       |
| 2019 | 0,2 %  |       |       |       |       |       |       |       | 0,5 % |       |       | n. a. |       | 0,5 % |       |       |       | n. a. |
| 2020 |        |       |       |       |       |       |       |       |       |       |       |       |       |       | 0,2 % |       |       |       |
| 2021 |        | 0,1 % |       |       | 0,0 % |       |       | n. a. |       | 0,3 % |       |       | 0,4 % |       |       | 0,2 % |       |       |
| 2022 |        |       | 0,1 % |       |       | 0,3 % |       |       |       |       | 0,1 % |       |       |       |       |       | 0,1 % |       |
| 2023 |        |       |       | n. a. |       |       | 0,1 % |       |       | 0,2 % |       |       |       |       |       |       |       | 0,1 % |
| 2024 | 0,0 %  |       |       |       |       |       |       |       |       |       |       |       |       |       |       |       |       |       |
| 2025 |        | 0,0 % |       |       |       |       |       |       |       |       |       |       |       |       |       |       |       |       |

|       | Einzug ins Parlament           |
| fett  | bestes Ergebnis zu dieser Wahl |
| n. a. | nicht angetreten               |